# Paul Schreiber (Mediziner)
Paul Schreiber (* 22. März 1855 in Magdeburg; † 29. August 1920 ebenda) war Geheimer Sanitätsrat, Schularzt und bekannter Augenarzt in Magdeburg.

## Leben

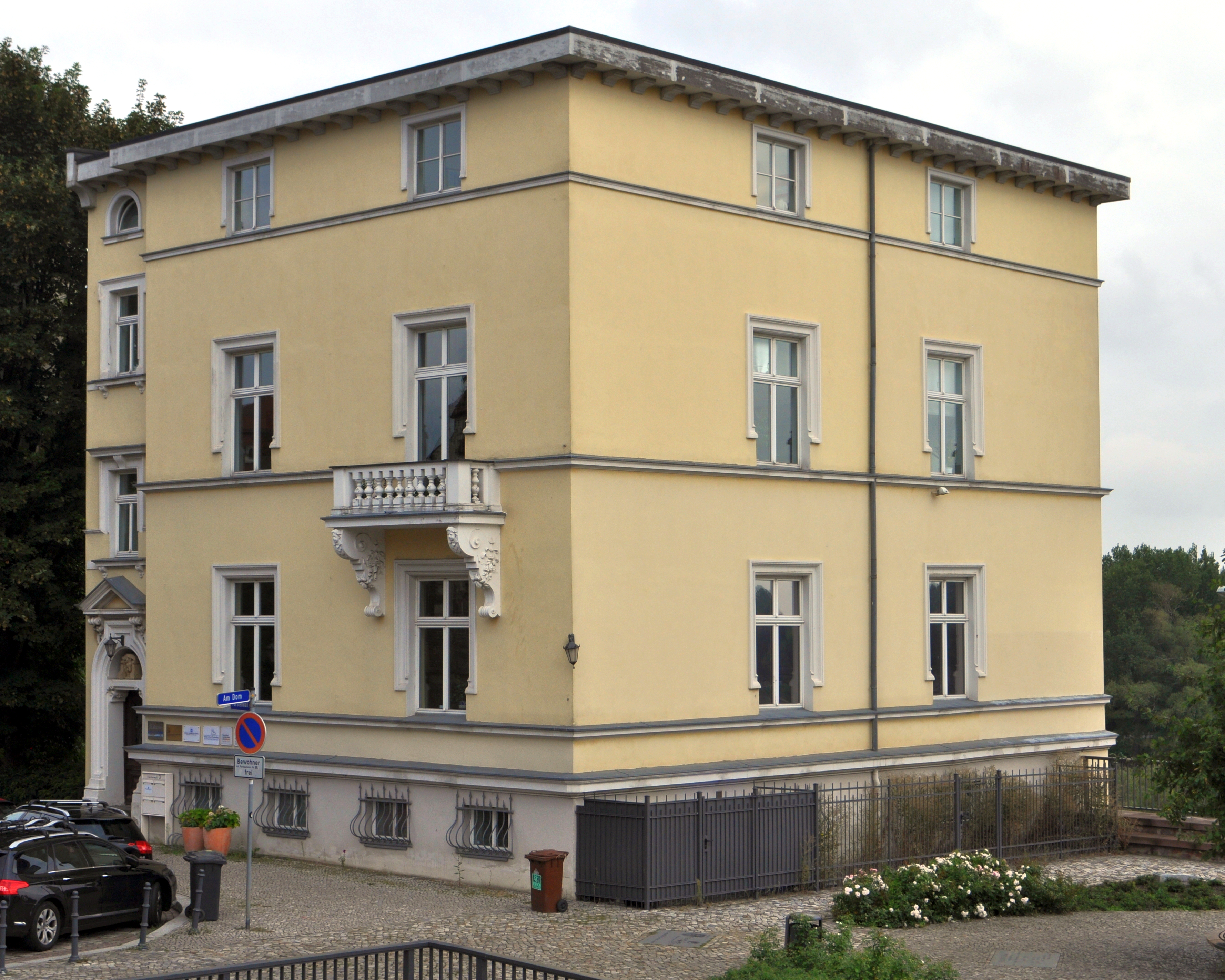
Fürstenwall 3 in Magdeburg

Schreiber wurde als Sohn des Geologen  Andreas Schreiber geboren. Bis 1874 besuchte er das Pädagogium zum Kloster Unser Lieben Frauen in Magdeburg. Er studierte Medizin in Halle (Saale) und fertigte dort 1878 seine Promotion über Rosmarinöl. Nach seiner Promotion war er Assistenzarzt in der Augenklinik der Medizinischen Fakultät an der Universität Halle (Saale) unter Alfred Graefe und wurde dort Facharzt für Augenheilkunde. 
Im Jahr 1881 erwarb er die Lossiersche Badeanstalt in Magdeburg, Fürstenwall 3a.
Am 1. Oktober 1882 eröffnete er eine Privat-Heilanstalt für Augenkranke mit 24 Betten unter der Adresse: Magdeburg, Fürstenwall 3.
In dieser Privat-Heilanstalt wurde er ab 1888 durch Hugo Lembeck unterstützt bis dieser für eine kurze Zeit eine eigene Augenarztpraxis in Brandenburg a. d. Havel eröffnete. 1895 kehrte dieser als Facharzt für Augenheilkunde zur Privat-Heilanstalt zurück und blieb bis 1915, als er in Magdeburg eine eigene private Augenklinik eröffnete. Im Jahr 1889 wurden in Schreibers Privat-Heilanstalt für Augenkranke 264 Patienten (155 männlich, 109 weiblich) durchschnittlich 13 Tage versorgt. Beide Mediziner waren auch abwechselnd beratend für die Magdeburger Krankenanstalt Altstadt und eine Klinik in Sudenburg tätig. 1884 wurde er Mitglied der Medizinischen Gesellschaft zu Magdeburg.
Der Magistrat der Stadt Magdeburg ernannte ihn zum nebenamtlichen Schularzt für Augenheilkunde.

## Ehrungen
Schreiber wurde der Titel des Geheimen Sanitätsrates verliehen. Die Stadt Magdeburg benannte ihm zu Ehren eine Straße als Paul-Schreiber-Straße.